# Longecourt-en-Plaine
 Longecourt-en-Plaine  là một xã ở tỉnh Côte-d’Or trong vùng Bourgogne, phía đông nước Pháp. Khu vực này có độ cao từ 193-203 mét trên mực nước biển.